# Ciężar właściwy
Ciężar właściwy γ – stosunek ciężaru ciała do jego objętości:
{\displaystyle \gamma :={\frac {Q}{V}}}
Z definicji wynika zależność ciężaru właściwego od gęstości danego ciała:
{\displaystyle \gamma ={\frac {m}{V}}g=\rho g}
gdzie:
{\displaystyle Q} – ciężar (w niutonach),
{\displaystyle m} – masa ciała (w kilogramach),
{\displaystyle \rho } – gęstość ciała (w kg/m³),
{\displaystyle g} – przyspieszenie ziemskie (w m/s²),
{\displaystyle V} – objętość (w m³).
Jednostką ciężaru właściwego jest {\displaystyle {\frac {\hbox{N}}{{\hbox{m}}^{3}}}} (niuton na metr sześcienny). Z zależności tej wynika, podobnie jak dla gęstości, zależność ciężaru właściwego od temperatury i ciśnienia.
W odróżnieniu od gęstości, ciężar właściwy zależy też od siły ciążenia, czyli w warunkach nieważkości wynosi zero (podobnie jak ciężar), podczas gdy gęstość pozostaje taka sama (podobnie jak masa).

## Ciężar właściwy wody w zależności od temperatury
| Temperatura [°C]                                 | Ciężar właściwy [kN/m³] |
| ------------------------------------------------ | ----------------------- |
| 0                                                | 9,805                   |
| 5                                                | 9,807                   |
| 10                                               | 9,804                   |
| 15                                               | 9,798                   |
| 20                                               | 9,789                   |
| 25                                               | 9,777                   |
| 30                                               | 9,765                   |
| 40                                               | 9,731                   |
| 50                                               | 9,690                   |
| 60                                               | 9,642                   |
| 70                                               | 9,589                   |
| 80                                               | 9,530                   |
| 90                                               | 9,467                   |
| 100                                              | 9,399                   |
| Ciężar właściwy wody przy ciśnieniu standardowym |                         |

## Ciężar właściwy powietrza w zależności od temperatury
| Temperatura [°C]                                      | Ciężar właściwy [N/m³] |
| ----------------------------------------------------- | ---------------------- |
| −40                                                   | 14,86                  |
| −20                                                   | 13,86                  |
| 0                                                     | 12,68                  |
| 10                                                    | 12,24                  |
| 20                                                    | 11,82                  |
| 30                                                    | 11,43                  |
| 40                                                    | 11,06                  |
| 60                                                    | 10,4                   |
| 80                                                    | 9,81                   |
| 100                                                   | 9,28                   |
| 200                                                   | 7,33                   |
| Ciężar właściwy powietrza przy ciśnieniu standardowym |                        |